# Folsomotoma
Genre
Folsomotoma est un genre de collemboles de la famille des Isotomidae.

## Liste des espèces
Selon Checklist of the Collembola of the World (version du 2 septembre 2019) :
- Folsomotoma anomala (Salmon, 1948)
- Folsomotoma bioculata (Womersley, 1934)
- Folsomotoma boerneri (Enderlein, 1903)
- Folsomotoma kerguelensis (Enderlein, 1903)
- Folsomotoma marionensis (Deharveng, 1981)
- Folsomotoma minuta (Salmon, 1949)
- Folsomotoma octooculata (Willem, 1901)
- Folsomotoma punctata (Wahlgren, 1906)
- Folsomotoma subflava (Salmon, 1949)

## Publication originale
- Bagnall, 1949 : Contributions toward a knowledge of the Isotomidae (Collembola). VII–XV. Annals & Magazine of Natural History, sér. 12, vol. 2, p. 82–96.